# Биоскоп Звезда
Биоскоп Звезда, незванично Нови биоскоп Звезда, је сквот клуб у Београду. Изграђен је 1911. године и најстарији је биоскоп у граду. Након периода запуштености, 2014. године га је заузео Покрет за окупацију биоскопа. Сквотери су добили међународну подршку и 2018. је објављен документарац о окупацији. Налази се на адреси Теразије 40 у општини Стари град.

## Историјат
Биоскоп је отворен са фасадом у стилу сецесије. Изграђен је 1911. године и најстарији је у Београду. За време ФНРЈ биоскоп је назван Звезда. Биоскоп је био у власништву државне компаније Београд филм, али је она продата трговцу дериватима Николи Ђивановићу 2007. године Он ју је дао инвеститору капитала, компанији Лантерн и биоскоп је затворен. Иако су услови уговора прецизирали да биоскоп треба да остане отворен, ова клаузула је занемарена. Године 2012. Ђивановић је осуђен на две године затвора по разним оптужбама.
После вишегодишњег запуштања, биоскоп је 2014. сквотирало 200 људи под заставом Покрета за окупацију биоскопа. Преименован је у Нови биоскоп Звезда, а окупације је брзо добила медијску пажњу.
Отварање биоскопа подржао је француски режисер, сценариста и продуцент Мишел Гондри који је снимио филм посвећен пројекту и грчки премијер Алексис Ципрас, који је посетио простор када је био у Београду. Отварање биоскопа подржаки су такође Срећко Хорват и Ален Бадиу. Први пуштен филм у биоскопу након отварања био је Невиност без заштите, Душана Макавејева.
Године 2018. Сенка Домановић објавила је документарни филм Окупирани биоскоп, који говори о окупацији Новог биоскопа Звезда. Филм је премијерно пуштен на Филмском фестивалу југоисточне Европе.

## Галерија
- Биоскоп Звезда
- Биоскоп Звезда